# Buenavista de Juárez, Oaxaca
Buenavista de Juárez är en ort i Mexiko.   Den ligger i kommunen Santa Cruz Itundujia och delstaten Oaxaca, i den sydöstra delen av landet, 300 km sydost om huvudstaden Mexico City. Buenavista de Juárez ligger 2 421 meter över havet och antalet invånare är 186.
Terrängen runt Buenavista de Juárez är huvudsakligen mycket bergig. Buenavista de Juárez ligger uppe på en höjd. Runt Buenavista de Juárez är det ganska glesbefolkat, med 45 invånare per kvadratkilometer. Närmaste större samhälle är Morelos, 10,6 km nordväst om Buenavista de Juárez. I omgivningarna runt Buenavista de Juárez växer huvudsakligen savannskog.